# The Night the Sun Came Up
A The Night the Sun Came Up Dev amerikai énekesnő debütáló albuma. 2011. szeptember 2-án jelent meg az Universal Republic és Island Records gondozásában. Dev rengeten dalon dolgozott a The Cataracs mellett, rengeteg szám producerei és szerzői voltak. A produceri munkák 2011. januárjában kezdődtek, és még mindig tartanak, hiszen az észak-amerikai változat még mindig nem jelent meg: eredetileg 2011. szeptember 20-án szándékozták kiadni, később viszont 2012. január 10-re halasztották ezt, mivel Dev több dalt akart készíteni a lemezre, viszont az Amazon.com bejelentette, az album március 27-én jelenik meg.
Az album vegyes fogadtatásban részesült, a kritikusok szerint elektropop stílusa miatt Kesha és Robyn énekesnőkre hasonlít. A dalok többségét Dev történetei inspirálták. Jellemző rá az elektropop és dance stílus, viszont dubstep, urban, eurodance és rock elemek is felfedezhetőek rajta. A számok témája a bulizás, szerelem, önelemzés és az élet. Írországban és Ausztráliában nem ért el jelentős sikereket. A szlovák IFPI lista első helyéig jutott.
Az album első két kislemeze; a Bass Down Low és In the Dark mérsékelt sikereket értek el világszerte, előbbi a brit kislemezlista top 10-be jutott be. Utóbbi inkább Észak-Amerikában lett sikeres, a Billboard Hot 100 listán 11. lett.

## Háttér
2011. július 27-én az énekesnő közzétette az album borítóját, valamint a dallistát is. Később azt is bejelentette, hat videót forgatott, hogy promotálhassa lemezét. Egy interjú során azt is említette, hogy az album összes dalának producere a The Cataracs volt, és hogy rengeteg szám megmutatja az ő új oldalát. Dev később azt is közölte, albumát 2011. november 1-jén szándékozik kiadni, hogy több dalt vehessen fel. Ezt az időpontot sem sikerült megtartania, 2012. január 10-re tervezi a korong kiadását.

## Kislemezek
Debütáló kislemeze az albumról, a Bass Down Low a The Cataracs közreműködésével jött létre. 2010. december 7-én lett letölthető az iTuneson. Egy remixváltozaton Tinie Tempah is közreműködik, ez 2011. május 23-án jelent meg. A második kislemeze az In the Dark lett, mely 2011. április 26-án jelent meg.

## Dallista
| 1.    | Getaway                                   | The Cataracs, Dev                   | The Cataracs | 2:21 |
| 2.    | In My Trunk                               | Hollowell-Dhar, Singer-Vine, Tailes | The Cataracs | 3:18 |
| 3.    | Me                                        | Hollowell-Dhar, Singer-Vine, Tailes | The Cataracs | 3:37 |
| 4.    | Breathe                                   | Hollowell-Dhar, Tailes              | The Cataracs | 3:40 |
| 5.    | Take Her from You                         | Hollowell-Dhar, Singer-Vine, Tailes | The Cataracs | 3:26 |
| 6.    | Lightspeed                                | Hollowell-Dhar, Singer-Vine, Tailes | The Cataracs | 4:00 |
| 7.    | Dancing Shoes                             | Hollowell-Dhar, Tailes              | The Cataracs | 5:03 |
| 8.    | Perfect Match                             | Hollowell-Dhar, Singer-Vine, Tailes | The Cataracs | 3:19 |
| 9.    | Bass Down Low (közreműködik The Cataracs) | Hollowell-Dhar, Singer-Vine, Tailes | The Cataracs | 3:30 |
| 10.   | Kiss My Lips                              | Hollowell-Dhar, Singer-Vine, Tailes | The Cataracs | 3:27 |
| 11.   | In the Dark                               | Hollowell-Dhar, Singer-Vine, Tailes | The Cataracs | 3:48 |
| 12.   | Shadows                                   | Hollowell-Dhar, Tailes              | The Cataracs | 4:23 |
| 43:43 |                                           |                                     |              |      |

| Ausztrál iTunes, brit, és Amazon bónusz számok | Ausztrál iTunes, brit, és Amazon bónusz számok | Ausztrál iTunes, brit, és Amazon bónusz számok | Ausztrál iTunes, brit, és Amazon bónusz számok | Ausztrál iTunes, brit, és Amazon bónusz számok | Ausztrál iTunes, brit, és Amazon bónusz számok | Ausztrál iTunes, brit, és Amazon bónusz számok | Ausztrál iTunes, brit, és Amazon bónusz számok | Ausztrál iTunes, brit, és Amazon bónusz számok | Ausztrál iTunes, brit, és Amazon bónusz számok |
|                                                | Cím                                            | Szerző(k)                                      | Producer(ek)                                   | Hossz                                          |                                                |                                                |                                                |                                                |                                                |
| ---------------------------------------------- | ---------------------------------------------- | ---------------------------------------------- | ---------------------------------------------- | ---------------------------------------------- | ---------------------------------------------- | ---------------------------------------------- | ---------------------------------------------- | ---------------------------------------------- | ---------------------------------------------- |
| 13.                                            | Bass Down Low (közreműködik Tinie Tempah)      |                                                |                                                | 3:29                                           |                                                |                                                |                                                |                                                |                                                |
| 14.                                            | In the Dark (közreműködik Flo Rida)            |                                                |                                                | 3:48                                           |                                                |                                                |                                                |                                                |                                                |
| 51:00                                          |                                                |                                                |                                                |                                                |                                                |                                                |                                                |                                                |                                                |

| 15. | Killer                                           |  | The Cataracs | 3:27 |
| 16. | Top of the World (The Cataracs közreműködik Dev) |  | The Cataracs | 3:41 |
| 17. | Bass Down Low (videó)                            |  |              | 3:39 |
| 18. | In the Dark (videó)                              |  |              | 3:46 |

## Megjelenések
| Ország                                      | Dátum                | Formátum               | Kiadó                      |
| ------------------------------------------- | -------------------- | ---------------------- | -------------------------- |
| Ausztrália, Egyesült Királyság, és Írország | 2011. augusztus 31.  | Digitális letöltés     | Universal Republic, Island |
| Egyesült Királyság és Írország              | 2011. szeptember 5.  | CD, digitális letöltés | Universal Republic, Island |
| Lengyelország                               | 2011. szeptember 16. | CD, digitális letöltés | Universal Republic, Island |
| Egyesült Államok                            | 2012. március 27.    | CD, digitális letöltés | Universal Republic, Island |

## Fordítás
Ez a szócikk részben vagy egészben  a   The Night the Sun Came Up című angol Wikipédia-szócikk fordításán alapul.  Az eredeti cikk szerkesztőit annak laptörténete sorolja fel. Ez a jelzés csupán a megfogalmazás eredetét és a szerzői jogokat jelzi, nem szolgál a cikkben szereplő információk forrásmegjelöléseként.